# United Against Nuclear Iran
United Against Nuclear Iran (англ. Вместе против ядерного Ирана, сокр. UANI) — неправительственная организация, основанная в 2008 году, целью которой является противодействие разработке ядерного оружия Ираном через экономическое давление и международные санкции. Штаб-квартира находится в Нью-Йорке.

## История
UANI была основана в 2008 году Марком Уоллесом, Ричардом Холбруком и Деннисом Россом, которые ранее работали в сфере американской внешней политики. С момента основания организация активно выступает за усиление санкций против Ирана и привлечение внимания мирового сообщества к нарушениям прав человека, поддержке терроризма и развитию ядерной программы в стране.
Организация достигла значительных успехов, оказывая давление на международные корпорации, такие как General Electric и Caterpillar, чтобы они прекратили сотрудничество с Ираном. В 2019 году Иран объявил UANI террористической организацией за её роль в продвижении санкций и включение Корпуса стражей исламской революции (КСИР) в список террористов США.

## Цели и задачи
Основная цель UANI — предотвратить создание Ираном ядерного оружия, снизив его влияние на международной арене. Организация продвигает экономические и дипломатические санкции, направленные на изоляцию и ослабление иранского режима. UANI также занимается разоблачением связей Ирана с террористическими организациями, такими как Хезболла, и нарушениями прав человека в стране.

## Деятельность
UANI ведёт активные кампании, направленные на привлечение внимания к действиям иранского режима. Одна из самых известных кампаний — «Cranes Campaign», разоблачающая использование кранов для публичных казней в Иране. В результате давления UANI, компании, такие как Terex и Tadano, прекратили поставки своей продукции в Иран.
Кроме того, организация ведёт «Iran Business Registry», базу данных, содержащую информацию о компаниях, которые ведут бизнес с Ираном. Эта инициатива направлена на то, чтобы заставить компании отказаться от сделок с Ираном и поддерживать его экономическую изоляцию.

## Руководство
Основателем и текущим руководителем UANI является Марк Уоллес. Среди ключевых лиц также был бывший сенатор Джозеф Либерман, который занимал пост председателя организации с 2015 года до своей смерти в 2024 году. В 2024 году председателем стал бывший губернатор Флориды Джеб Буш.

## Оценки
UANI получила высокую оценку за свою роль в противодействии иранской ядерной программе и поддержке мер, направленных на сдерживание Ирана. Многие международные организации и правозащитные группы положительно оценили её усилия по введению санкций и ограничению экономической активности Ирана на мировой арене. В частности, UANI активно сотрудничает с правительствами США и европейских стран для реализации международных санкций.
UANI подвергалась критике за жёсткие методы давления на Иран, необходимые, с точки зрения её сторонников, для предотвращения усиления иранского режима и поддержки им терроризма.